# Mount Shattuck
Mount Shattuck är ett berg i Antarktis. Det ligger i Västantarktis. Chile gör anspråk på området. Toppen på Mount Shattuck är 1 430 meter över havet.
Terrängen runt Mount Shattuck är platt västerut, men österut är den kuperad. Trakten är glest befolkad. Närmaste befolkade plats är Arturo Parodi Station, 13,1 kilometer norr om Mount Shattuck.